# St. Georg (Schleiz)

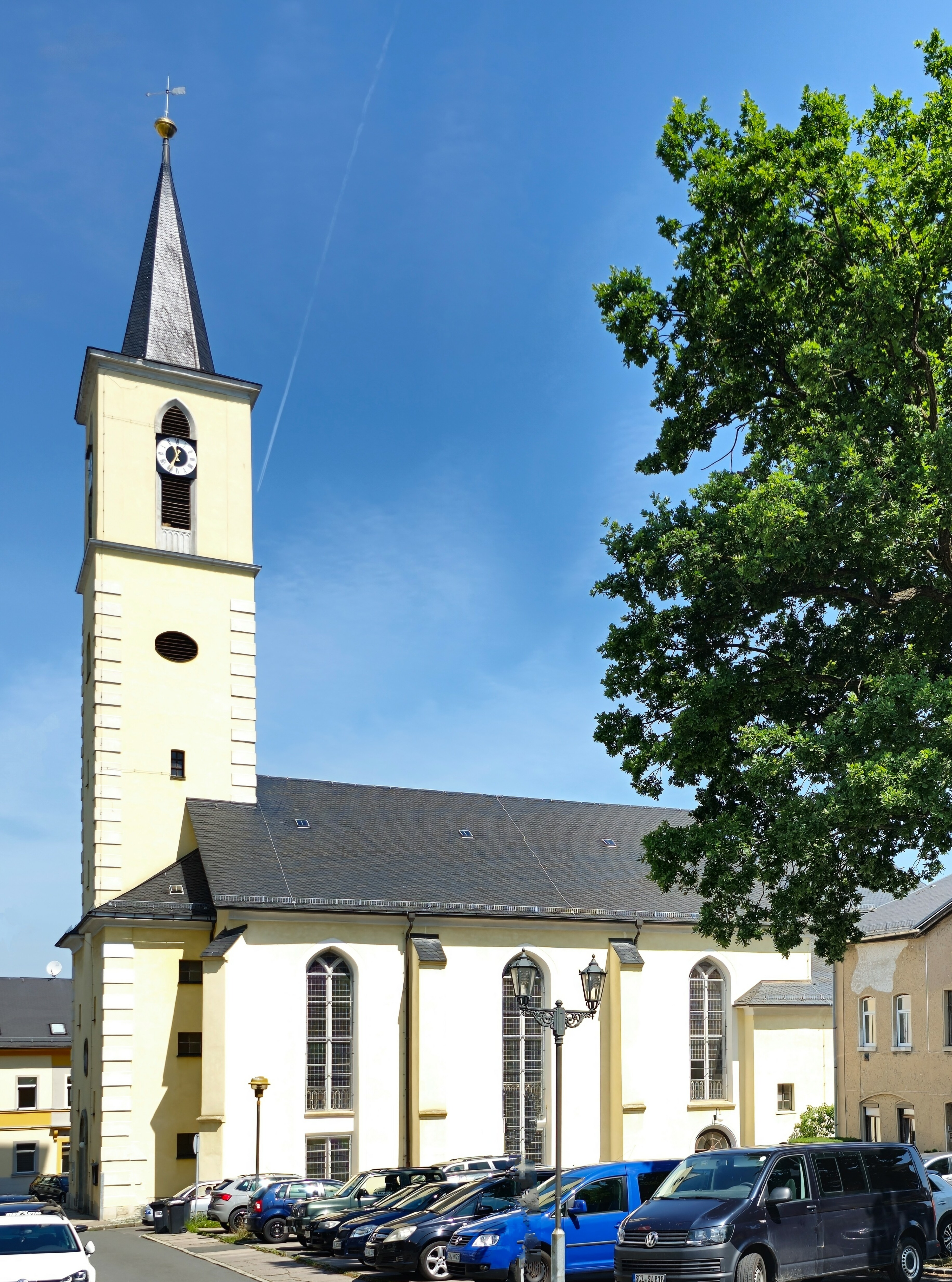
Stadtkirche St. Georg Schleiz

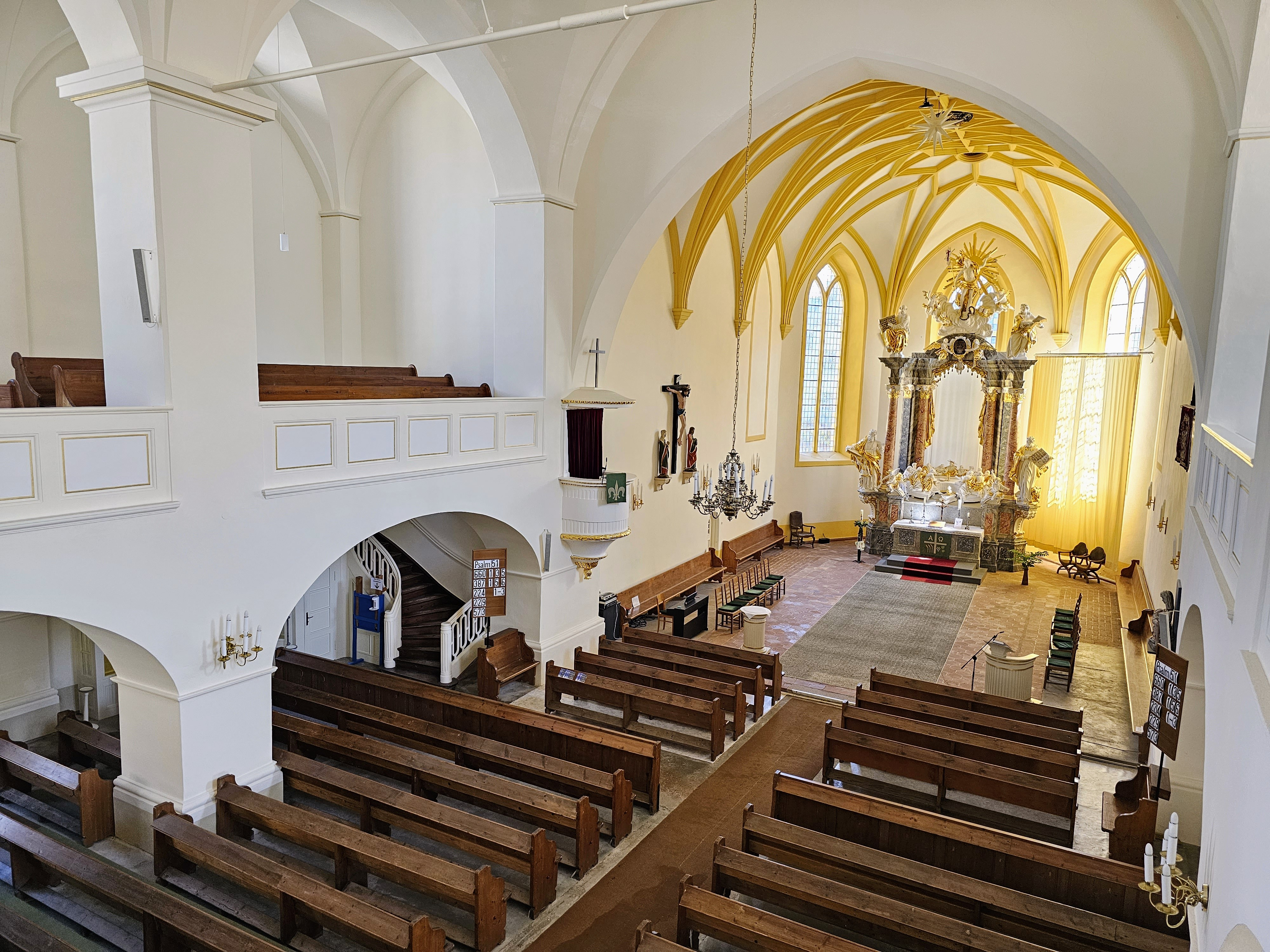
Innenraum (2023)

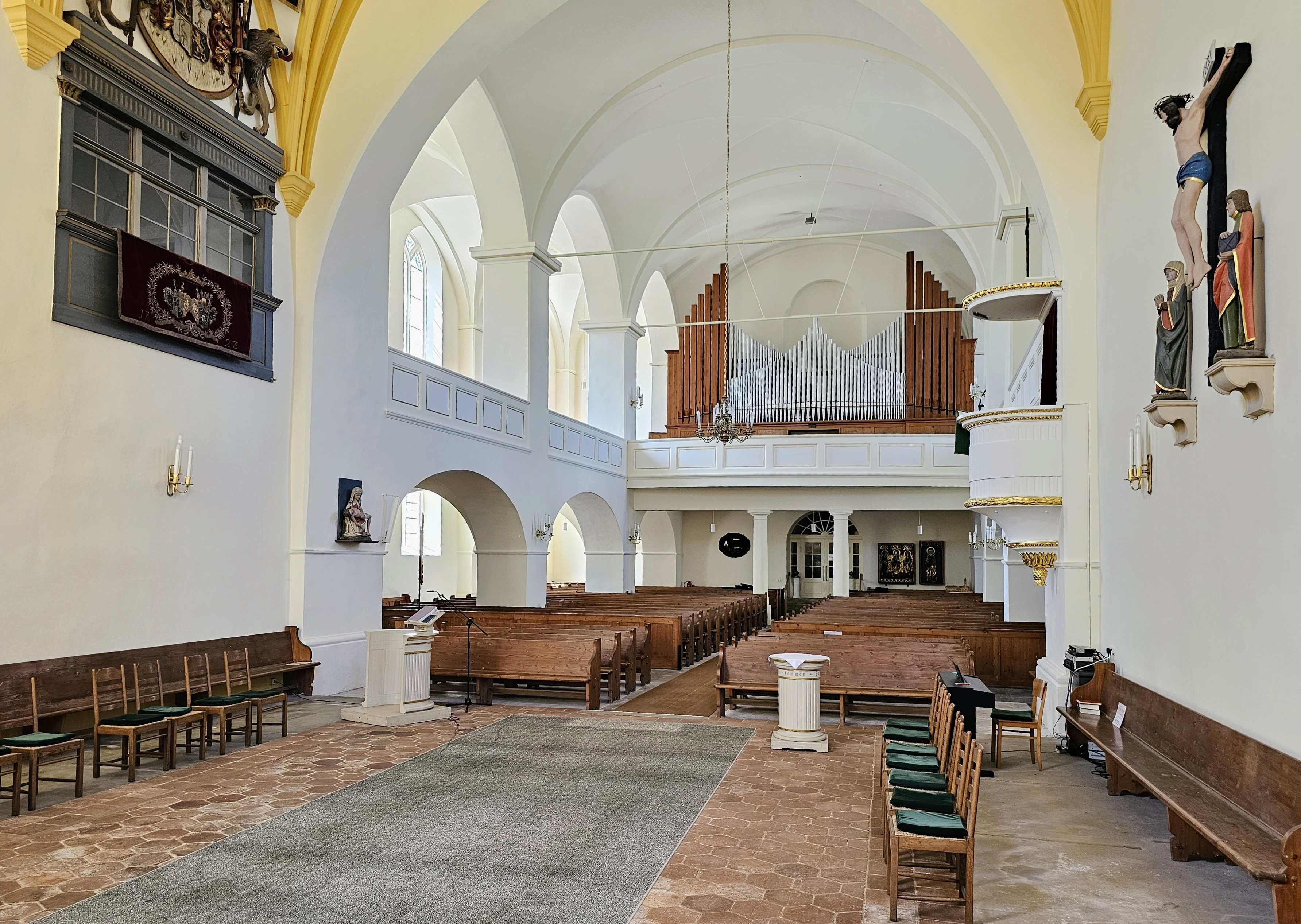
Innenraum, Blick zur Orgel

Die evangelische Stadtkirche St. Georg steht in Schleiz im Saale-Orla-Kreis in Thüringen.

## Geschichte
Am 22. April 1232 wurde Schleiz  erstmals genannt, wohl auch die Stadtkirche als Gründung des Deutschen Ordens gab es damals schon. 1284 wurde ihr das Patronatsrecht übertragen. Das Bauwerk ist in seiner Grundsubstanz aus der Spätgotik. Das Äußere ist unscheinbar.
1475, 1517, 1599, 1673 und 1689 wurde die Kirche durch Brand meist stark beschädigt und immer wieder aufgebaut. Am 8. April 1945 fiel sie dem  amerikanischen Luftangriff auf Schleiz zum Opfer. Vernichtet wurden unter anderem das Schiffs- und Emporengewölbe, sowie die Ausstattung (Kanzel von 1822) und das bedeutende Altarwerk von J. S. Nahl 1721–23, restauriert 1936–39. Nach Wiederaufbau in alter Form und farbiger Neufassung wurde die Kirche 1952 (1. Advent) wieder eingeweiht. Den Wiederaufbau der Orgel von Ernst Poppe & Sohn aus dem Jahr 1939 führten die Orgelbauer Gerhard Kirchner aus Weimar und Firma Sauer aus Frankfurt (Oder) durch. 2016 wurde das Werk durch Hoffmann & Schindler grundlegend erneuert. Seitdem verfügt die Orgel über 26 Register auf zwei Manualen und Pedal. Die Restaurierung des Altarwerks erfolgte durch Kurt Thümmler 1954–1959.

## Weitere Arbeiten
- 1990 wurde die Kirche erneut außen saniert.
- 2008 begann die Renovierung des Kirchenschiffes, geplant bis 2015.
- 2008 Ausbesserung des Fußbodens im Kirchenschiff, Sanierung des Altarraums, Restaurierung des Altars[4]